# 1818 au Nouveau-Brunswick
Chronologie du Nouveau-Brunswick
- 1814
- 1815
- 1816
- 1817
- 1818
- 1819
- 1820
- 1821
- 1822

Cette page concerne les événements survenus en 1818 dans la colonie du Nouveau-Brunswick.

## Naissances
- 8 mai : Samuel Leonard Tilley, premier ministre et lieutenant-gouverneur du Nouveau-Brunswick.
- 1er octobre : John Mercer Johnson, député.
- 4 novembre : Thomas Temple, député et sénateur.

## Décès
- 23 mai : Andrew Kinnear, député